# Patriarchaat (kerk)
Een patriarchaat is het gebied dat onder de jurisdictie van een patriarch valt. Het is een meestal geografisch afgebakende regio. Een patriarch - in deze betekenis - is dan een bisschop met volmachten over een groot kerkelijk gebied.

## Situatie vóór hetschisma van 1054
De bisschoppen van Alexandrië (Egypte), Antiochië (Syrië) en Rome (het Westen) werden vanouds als patriarchen erkend. Dit hing samen met de apostolische oorsprong van hun bisschopszetels. De officiële erkenning dateert van het Concilie van Nicaea (325).
Later kregen de bisdommen van Constantinopel (in 381) en van Jeruzalem (in 451) eveneens de benaming van patriarchaat.  Constantinopel als toenmalig machtscentrum van het Oost-Romeinse Rijk en Jeruzalem als de stad waar Christus gestorven was.
De nestoriaanse kerken en de oriëntaals-orthodoxe kerken zijn na hun afscheidingen de patriarchaatstitel blijven voeren.

## Situatie na hetschisma van 1054
Het oecumenisch patriarchaat van Constantinopel en de Grieks-orthodoxe patriarchaten van  Alexandrië, Antiochië en Jeruzalem behoren thans tot de oosters-orthodoxe kerken. In deze kerken wordt de titel patriarch nog steeds gebruikt voor diegene die aan het hoofd van een patriarchaat staat. Thans zijn er negen patriarchaten. De vijf "nieuwe" patriarchaten zijn Bulgarije (927), Georgië (1008), Servië (1375), Moskou (1589) en Roemenië (1925).
In de Rooms-Katholieke Kerk, die zich ontwikkeld heeft uitgaande van het patriarchaat van Rome, werden tijdens de kruistochten residentiële Latijnse patriarchaten gevestigd in Constantinopel, Antiochië en Jeruzalem; het Latijns patriarchaat van Alexandrië is altijd titulair geweest. Na de periode van de kruistochten resideerden deze Latijnse patriarchen gewoonlijk in Rome. Paus Pius IX stelde in 1847 het Latijns patriarchaat van Jeruzalem opnieuw in. De Latijnse patriarchaten van Alexandrië, Antiochië en Constantinopel werden in 1964 door paus Paulus VI formeel opgeheven. Paus Benedictus XVI bepaalde in 2006 dat de titel patriarch van het Westen - traditioneel de titel van de bisschop van Rome - niet meer gebruikt zou worden.  Als eretitel wordt de naam patriarch tegenwoordig nog gebruikt voor de aartsbisschoppen van Venetië, Lissabon, West-Indië en Goa en Daman.
De oosters-katholieke kerken (geünieerde kerken) hebben hun patriarchaatstitel na de unie met Rome behouden. Er staan patriarchen aan het hoofd van de Koptisch-Katholieke Kerk, de Melkitische Grieks-Katholieke Kerk, de Syrisch-Katholieke Kerk, de Maronitische Kerk, de Chaldeeuws-Katholieke Kerk en de Armeens-Katholieke Kerk.

## Bijkomende gegevens
De vernietiging van Antiochië door de Mongolen in 1322 was aanleiding voor de verplaatsing van de zetel naar Damascus. De naam patriarchaat van Antiochië werd behouden.